# ウォキング
ウォキング (Woking) は、イングランド・サリー州にあるタウンかつ行政教区である。行政上は、非都市ディストリクトのウォキング (Borough of Woking) に属している。ロンドンへの通勤圏で、ロンドンとを結ぶ列車は頻発しており、ウォータールー駅までの乗車時間は約24分である。ロンドンのチャーリング・クロスより、南西37kmに位置している。周辺地域を除いたタウンのみの人口は、2013年2月において62,796人であった。バラ（ディストリクト）全体では、2011年の推計で99,200人であった。
1086年のドゥームズデイ・ブックには "Wochinges" の名前で言及されていたが、それ以前の8世紀の文書でも、修道院のある場所として "Wochingas" と記述されている。

## スポーツ
- サッカー - ウォキングFC
- F1のマクラーレンチームの本拠地（ファクトリー）がある[1]。

## フィクションにおける言及

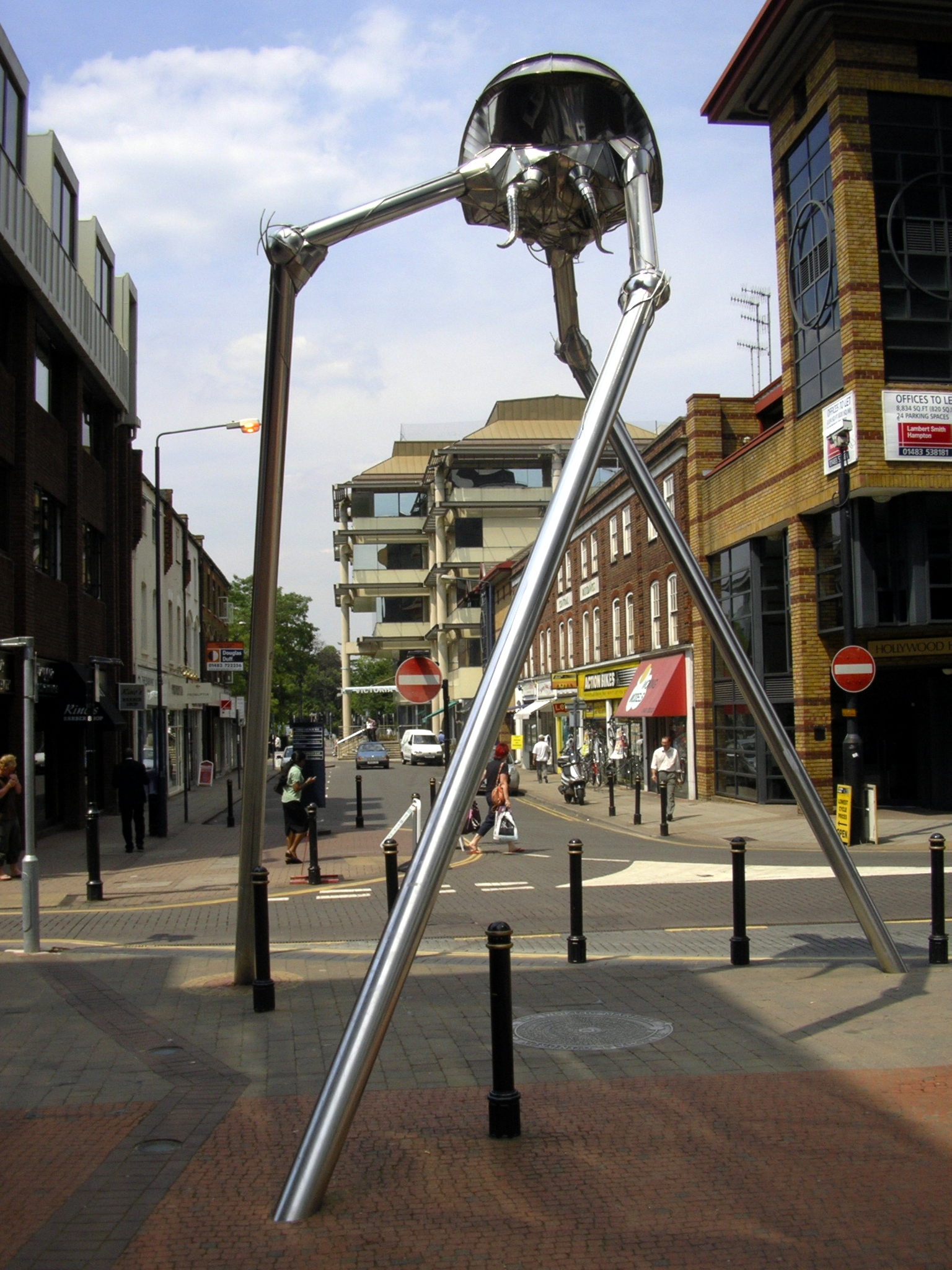
市内にある、『宇宙戦争』に登場した火星人の戦闘機械「トリポッド」を模したオブジェ

H・G・ウェルズのSF小説『宇宙戦争』において、火星人の最初の降下地点として描かれたのがウォキング（ウォーキング）である。

## 出身人物
- ケネス・フランプトン - 建築史家
- ビリー・デイヴィス - 女性歌手
- ポール・ウェラー - ミュージシャン

## 姉妹都市
- ドイツ ラシュタット
- フランス ル・プレシ＝ロバンソン
- オランダ アムステルフェーン